# Liste von Nachweisreaktionen

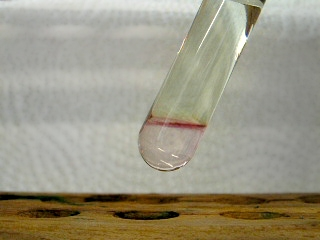
Ringprobe, ein klassischer Nitratnachweis

Nachweisreaktionen sind möglichst spezifische chemische Reaktionen, die qualitativ das Vorhandensein eines Ions oder einer Stoffgruppe anzeigen und mit einfachen Mitteln durchgeführt werden können. Zum Teil können diese Reaktionen auch für quantitative Bestimmungen eingesetzt werden. Die Produkte der Reaktion sind meist charakteristisch gefärbt und entstehen meist durch Ausfällung, Komplexbildung oder Redoxreaktion. Aber auch Aufschlussverfahren und Flammenfärbung werden zu diesen Reaktionen gezählt.
Heutzutage spielen sie in der analytischen Chemie eine untergeordnete Rolle, werden jedoch in der Ausbildung zum Chemiker aus didaktischen Gründen verwendet, um genaues analytisches Arbeiten und das Wissen um Stoffchemie zu vermitteln sowie den Umgang mit Laborgeräten zu üben.

## Anorganik

### Anionen
| Verbindung                | Nachweis als / mittels                          | Reagenzien                                         | Indikation                                                    | Störung                                     | Versuchsanleitung                                 |
| ------------------------- | ----------------------------------------------- | -------------------------------------------------- | ------------------------------------------------------------- | ------------------------------------------- | ------------------------------------------------- |
| Borate                    | Borsäuretrimethylester                          | Methanol                                           | grüne Flamme                                                  |                                             | Nachweis als Methylester                          |
| Borate                    | Rosocyanin                                      | Curcumin                                           | rot-gefärbte Lösung                                           |                                             |                                                   |
| Carbonate                 | Carbonat                                        | HCl, Barytwasser                                   | Trübung                                                       |                                             | Nachweis als Bariumcarbonat                       |
| Carbonate                 | Kohlenstoffdioxid                               | HCl                                                | Gasentwicklung                                                | Sulfide, unedle Metalle                     |                                                   |
| Cyanide                   | Berliner Blau                                   | Eisensalze                                         | tiefblaue Lösung                                              |                                             | Nachweis als Berliner Blau                        |
| Cyanide                   | Eisen(III)-thiocyanat                           | Ammoniumpolysulfid, Eisen(III)-chlorid             | tiefrote Lösung                                               |                                             | Nachweis mit Polysulfiden                         |
| Cyanide                   | Lassaigne-Probe                                 | Eisen(II)-sulfat                                   | tiefblaue Lösung, mit Alkaliionen Niederschlag                |                                             |                                                   |
| Chloride, Bromide, Iodide | Halogenidnachweis mit Silbernitrat und Ammoniak | Silbernitrat, Ammoniakwasser                       | weißer Niederschlag                                           | Kupferkationen                              | Halogenidnachweise mit Silbersalzlösung           |
| Bromide                   | Bromidnachweise                                 | Schwefelsäure                                      | braune Dämpfe                                                 |                                             | Nachweis von Bromid mit Schwefelsäure             |
| Bromide, Iodide           | Nachweis als elementares Brom und Iod           | Chlorwasser oder Chloramin T mit Salzsäure         | Brom: orangebraun Iod: rosaviolett                            | Sulfid, Thiosulfat                          | Nachweis als Brom und Iod                         |
| Fluoride                  | Fluorid#Nachweis                                | Schwefelsäure, Kieselsäure                         | angeätztes Glas, Silikatablagerung                            |                                             | Fluorid                                           |
| Nitrate                   | Ringprobe                                       | Eisen(II)-sulfat, Schwefelsäure                    | brauner Ring                                                  | Nitrit                                      | Nitratnachweis mittels Ringprobe                  |
| Nitrate                   | Lunges Reagenz                                  | Sulfanilsäure, α-Naphthylamin, Zinkstaub           | Pinkfärbung                                                   | Nitrit                                      | Nitratnachweis mit Lunges Reagenzien              |
| Nitrate                   | Griess‐Ilosvay‐Reaktion                         | Sulfanilamid, N-(1-Naphthyl)ethylendiamin, Cadmium | Pinkfärbung                                                   | Nitrit                                      |                                                   |
| Nitrite                   | Lunges Reagenz                                  | Sulfanilsäure, α-Naphthylamin                      | Pinkfärbung                                                   |                                             | Nitritnachweis mit Lunges Reagenzien              |
| Nitrite                   | Griess‐Ilosvay‐Reaktion (Grieß’sche Probe)      | Grieß’sches Reagenz                                | rotes Filterpapier                                            |                                             |                                                   |
| Permanganate              |                                                 | Iodid                                              | Gelbfärbung, mit Stärke intensiv blau bis schwarz             |                                             | Nachweis mit Iodid                                |
| Phosphate                 | Ammoniummolybdatophosphat                       | Ammoniumheptamolybdat                              | gelber Niederschlag                                           | Sulfid, Bromid, Iodid, Thiosulfat, Zinn(II) | Nachweis mit Molybdatlösung                       |
| Phosphate                 | Ammoniummagnesiumphosphat                       | Ammoniak und Magnesiumchlorid                      | weißer Niederschlag                                           |                                             | Nachweis mit ammoniakalischer Magnesiumsalzlösung |
| Phosphate                 | Zirconiumhydrogenphosphat                       | Zirconiumdichloridoxid oder Zirconiumdinitratoxid  | weißer Niederschlag                                           |                                             | Phosphat als Zirkoniumphosphat                    |
| Silikate                  | Heteropolysäure mit Molybdänsäure               | Ammoniumheptamolybdat, Salpetersäure               | gelbe Lösung                                                  | Phosphate, Arsenate                         |                                                   |
| Sulfite                   | Mangan(II)                                      | Kaliumpermanganat                                  | Entfärbung                                                    |                                             | Sulfit mit Permanganat                            |
| Sulfate                   | Bariumsulfat                                    | Bariumchlorid                                      | weißer Niederschlag                                           |                                             | Sulfat als Bariumsulfat                           |
| Sulfide                   | Schwefelwasserstoff                             | starke Säure                                       | Gestank nach faulen Eiern                                     |                                             | Stinkprobe: Nachweis als Schwefelwasserstoff      |
| Sulfide                   | Bleisulfid                                      | Blei(II)-acetat                                    | Schwarzfärbung                                                |                                             | Sulfid-Anionen mit Bleiacetatpapier               |
| Sulfide, Thiocyanate      | Iod-Azid-Reaktion                               | Iod, Natriumazid                                   | Entfärbung, Gasentwicklung                                    | Iodidüberschuss                             | Iod-Azid-Reaktion                                 |
| Thiocyanate               | Eisen(III)-thiocyanat                           | Eisen(III)-chlorid                                 | „stierblutrote“ Färbung                                       |                                             | Stierblutprobe                                    |
| Thiocyanate               | Kupferthiosulfat                                | Kupfer(II)-sulfat, Sulfite                         | zunächst grün, im Überschuss schwarz, mit Sulfit weiß         |                                             | Nachweis mit Kupfersulfat                         |
| Thiosulfate               | Silberthiosulfat, Silbersulfid                  | Silbernitrat                                       | weißer Niederschlag, dann über gelb, orange, braun zu schwarz |                                             | Sonnenuntergang                                   |

### Kationen
| Verbindung  | Nachweis als / mittels              | Reagenzien                                                                                               | Indikation                                         | Störung                                     | Versuchsanleitung                                                          |  |
| ----------- | ----------------------------------- | --- | -------------------------------------------------- | ------------------------------------------- | -------------------------------------------------------------------------- |  |
| Aluminium   | Kryolith                            | Natriumfluorid, Phenolphthalein                                                                          | Rotfärbung                                         |                                             | Nachweis mittels Kryolithprobe                                             |  |
| Aluminium   | Morinfarblack                       | Morin | grüne Fluoreszenz                                  |                                             | Nachweis als fluoreszierender Morinfarblack                                |  |
| Aluminium   | Cobaltaluminat                      | Cobalt(II)-nitrat                                                                                        | blaues Pigment                                     |                                             | Nachweis als Cobaltaluminat                                                |  |
| Aluminium   | Alizarin-S-Farblack                 | Alizarin S                                                                                               | roter Niederschlag                                 | Chrom, Eisen, Titan                         | Nachweis als Alizarin-S-Farblack                                           |  |
| Ammonium    | Kreuzprobe                          | Natronlauge                                                                                              | Ammoniak                                           |                                             | Nachweis mittels Kreuzprobe                                                |  |
| Ammonium    | Neßler-Reaktion                     | Kaliumtetraiodomercurat(II)                                                                              | rotbraune Lösung                                   |                                             | Nachweis mittels Neßlers-Reagenz                                           |  |
| Antimon     | Marshsche Probe                     | Salzsäure, Zinkperlen, Kupfersulfat                                                                      | fahlblaue Flamme, schwarzer Spiegel                | Arsen                                       | Marshsche Probe                                                            |  |
| Antimon     | Antimon                             | Eisen | schwarze Flocken                                   |                                             | Eisennagelprobe                                                            |  |
| Antimon     | Antimon(III)-sulfid                 | Schwefelwasserstoff                                                                                      | oranger Niederschlag                               |                                             | Nachweis als Antimonsulfid                                                 |  |
| Arsen       | Arsen(III)-sulfid                   | Schwefelwasserstoff                                                                                      | gelber Niederschlag                                |                                             | Arsen                                                                      |  |
| Arsen       | Bettendorfsche Probe                | Zinn(II)-chlorid                                                                                         | Braunfärbung                                       |                                             | Bettendorfsche Probe                                                       |  |
| Arsen       | Gutzeitsche Probe                   | Zink, Silbernitrat                                                                                       | Gelbfärbung, anschließende Schwärzung              | Antimon                                     | Gutzeitsche Probe                                                          |  |
| Arsen       | Fleitmannsche Probe                 | Kaliumhydroxid, Aluminium, Blei(II)-acetat, Quecksilber(II)-chlorid                                      | Gelbfärbung, allmählich schwarz                    | Antimon                                     | Fleitmannsche Probe                                                        |  |
| Arsen       | Marshsche Probe                     | Salzsäure, Zinkperlen, Kupfersulfat                                                                      | fahlblaue Flamme, schwarzer Spiegel                | Antimon                                     | Marshsche Probe                                                            |  |
| Arsen       | Molybdatoarsensäure                 | Ammoniumheptamolybdat                                                                                    | gelber Niederschlag                                |                                             | Arsenatnachweis mit Molybdatlösung                                         |  |
| Arsen       | Magnesiumammoniumarsenat            | „Magnesiummixtur“                                                                                        | weißer Niederschlag                                |                                             |                                                                            |  |
| Barium      | Bariumsulfat                        | verd. Schwefelsäure                                                                                      | farbloser Niederschlag                             | Calcium, Strontium, Blei u. a.              | s. Calcium                                                                 |  |
| Barium      | Bariumchromat                       | Kaliumchromat                                                                                            | gelber Niederschlag                                | hohe Protonen-Konz.                         |                                                                            |  |
| Bismut      | Bismutthioharnstoffkomplex          | Thioharnstoff                                                                                            | gelbe Lösung                                       |                                             | Nachweis mittels Bismutrutsche                                             |  |
| Bismut      | Bismutiodid                         | Iodid | schwarzer Niederschlag, orange Lösung              |                                             | Nachweis als Bismutiodid                                                   |  |
| Bismut      | Bismut                              | Zinn(II)-Salze                                                                                           | schwarz                                            |                                             | Nachweis als Bismut                                                        |  |
| Blei        | Bleiiodid                           | Iodid | gelber Niederschlag, im Überschuss farblose Lösung |                                             | Nachweis als Bleiiodid                                                     |  |
| Blei        | Bleichromat                         | Dichromat                                                                                                | gelber Niederschlag                                |                                             | Nachweis als Bleichromat                                                   |  |
| Cadmium     | Cadmiumsulfid                       | Sulfid, Cyanid                                                                                           | gelber Niederschlag                                |                                             | Nachweis als Cadmiumsulfid                                                 |  |
| Calcium     | Calciumsulfat                       | Schwefelsäure                                                                                            | weißer Niederschlag                                | Barium, Strontium                           | Nachweis als Calciumsulfat                                                 |  |
| Chrom       | Chromat                             | Natriumhydroxid, Wasserstoffperoxid                                                                      | gelbe Lösung                                       |                                             | Nachweis als Chromat                                                       |  |
| Cobalt      | Cobaltthiocyanatokomplex            | Thiocyanat                                                                                               | pink, in Amylalkohol blau                          | Eisen                                       | Nachweis als Thiocyanatokomplex                                            |  |
| Cobalt      | Cobalthydroxid                      | Natronlauge                                                                                              | blauer, im Überschuss roter Niederschlag           |                                             | Nachweis als Cobalthydroxid                                                |  |
| Eisen       |                                     | Thioglykolsäure                                                                                          | Rotfärbung                                         |                                             |                                                                            |  |
| Eisen       | Berliner Blau                       | Kaliumhexacyanidoferrat(II) (gelbes Blutlaugensalz), Kaliumhexacyanidoferrat(III) (rotes Blutlaugensalz) | blauer Niederschlag                                | Kupfer                                      | Eisen(II) mit rotem Blutlaugensalz, · Eisen(III) mit gelben Blutlaugensalz |  |
| Eisen       | Eisen(III)-thiocyanat               | Thiocyanat                                                                                               | tiefrote Lösung                                    | Cobalt                                      | Eisen(III) mit Thiocyanat                                                  |  |
| Kalium      | Kaliumperchlorat                    | Perchlorsäure                                                                                            | weißer Niederschlag                                |                                             | Kalium                                                                     |  |
| Kupfer      | Kupfertetraminkomplex               | Ammoniakwasser                                                                                           | tiefblaue Lösung                                   | Nickel                                      | Nachweis als Kupfertetraminkomplex                                         |  |
| Kupfer      | Kupferhexacyanidoferrat             | Kaliumhexacyanidoferrat(II)                                                                              | braunroter Niederschlag                            | Eisen                                       | Nachweis als Kupferhexacyanidoferrat                                       |  |
| Lithium     | Lithiumphosphat                     | Dinatriumhydrogenphosphat                                                                                | weißer Niederschlag                                |                                             |                                                                            |  |
| Lithium     | Lithium[orthoperiodato-ferrat(III)] | Kalium[orthoperiodato-ferrat(III)]                                                                       | weißgelber Niederschlag                            |                                             |                                                                            |  |
| Magnesium   | Magnesonkomplex                     | Magneson                                                                                                 | tiefblauer Niederschlag                            | Schwermetalle, Al, Be, Ca                   |                                                                            |  |
| Mangan      | Permanganat                         | Blei(IV)-oxid                                                                                            | violette Lösung                                    |                                             | Nachweis als Permanganat                                                   |  |
| Mangan      | Mangan(IV)-oxid                     | alkalisches Bad                                                                                          | brauner Niederschlag                               |                                             | Nachweis als Mangan(IV)-oxid                                               |  |
| Molybdän    | Molybdophosphat                     | Dinatriumhydrogenphosphat                                                                                | gelbe Kristalle                                    |                                             | Nachweis als Molybdophosphat                                               |  |
| Molybdän    | Molybdänblau                        | Ascorbinsäure                                                                                            | Blaufärbung                                        |                                             |                                                                            |  |
| Nickel      | Bis(dimethylglyoximato)nickel(II)   | Diacetyldioxim                                                                                           | Rotfärbung                                         |                                             | Nachweis mit DAD                                                           |  |
| Quecksilber | Amalgamprobe                        | Kupferblech                                                                                              | silbrig glänzendes Amalgam                         |                                             | Amalgamprobe                                                               |  |
| Quecksilber | Cobaltthiocyanatomercurat           | Ammoniumthiocyanat, Cobalt(II)-nitrat                                                                    | blauer Kristall                                    |                                             | Nachweis als Cobaltthiocyanatomercurat                                     |  |
| Quecksilber | Salzsäuregruppe                     | Salzsäure, Ammoniak                                                                                      | schwarzer Niederschlag                             |                                             | Nachweis mit Ammoniak                                                      |  |
| Silber      | Silberchlorid                       | Chlorid                                                                                                  | weißer Niederschlag, in Ammoniak löslich           |                                             | Nachweis mit Chloridlösung                                                 |  |
| Silber      | Silbercyanid, Silber(I)-thiocyanat  | Cyanid, Thiocyanat                                                                                       | weißer Niederschlag, im Überschuss löslich         |                                             | Nachweis mit Cyanid oder Thiocyanat                                        |  |
| Silber      | Silberchromat                       | Chromat                                                                                                  | rotbrauner Niederschlag                            |                                             | Nachweis mit Chromat                                                       |  |
| Titan       | Triaquohydroxooxotitan(IV)-Komplex  | Wasserstoffperoxid, Schwefelsäure                                                                        | gelb-gelborange Lösung                             | Eisen, Vanadium, Molybdän, Chromat, Fluorid |                                                                            |  |
| Zink        | Rinmans Grün                        | Cobalt(II)-nitrat                                                                                        | türkisgrünes Pulver                                |                                             | Nachweis als Rinmans Grün                                                  |  |
| Zink        | Zinksulfid                          | Sulfid                                                                                                   | weißer Niederschlag                                |                                             | Nachweis als Zinksulfid                                                    |  |
| Zink        | Kaliumzinkhexacyanidoferrat(II)     | Kaliumhexacyanidoferrat(II) (gelbes Blutlaugensalz)                                                      | weißer Niederschlag                                |                                             | Nachweis mit gelbem Blutlaugensalz                                         |  |
| Zinn        | Leuchtprobe                         | Zink, Salzsäure                                                                                          | blaues Leuchten                                    |                                             | Nachweis mittels Leuchtprobe                                               |  |
| Zinn        | Molybdänblau                        | Molybdat                                                                                                 | Blaufärbung                                        |                                             | Nachweis als Molybdänblau                                                  |  |

## Organik

### Anionen
| Verbindung | Nachweis als                               | Reagenzien                                                                                   | Indikation                   | Störung                                                                                    | Versuchsanleitung |
| ---------- | ------------------------------------------ | -------------------------------------------------------------------------------------------- | ---------------------------- | ------------------------------------------------------------------------------------------ | ----------------- |
| Acetate    | Essigsäure                                 | Kaliumhydrogensulfat                                                                         | Essigsäuregeruch             |                                                                                            | Säurerestanionen  |
| Acetate    | Essigsäureethylester/Essigsäurepentylester | Ethanol/Amylalkohol                                                                          | Klebstoff-/fruchtiger Geruch |                                                                                            | Säurerestanionen  |
| Acetate    | Silberacetat                               | Silbernitrat                                                                                 | Niederschlag                 | Halogenide                                                                                 | Säurerestanionen  |
| Acetate    | Essigsäure                                 | {\displaystyle {\ce {La(NO3)3}}}, {\displaystyle {\ce {KI*I2}}}, {\displaystyle {\ce {NH3}}} | Blaufärbung                  | {\displaystyle {\ce {PO4^3-}}}, {\displaystyle {\ce {F-}}}, {\displaystyle {\ce {SO4^2-}}} |                   |
| Butyrate   | Buttersäure bzw. Methylbutyrat             | Säure bzw. Methanol + Säure                                                                  | Geruch                       |                                                                                            | Säurerestanionen  |
| Tartrate   | Ditartratocuprat(II)                       | Kupfer(II)-salze                                                                             | blaue Lösung                 |                                                                                            | Säurerestanionen  |

### Stoffgruppen
| Verbindung                                   | Nachweis mittels       | Reagenzien                                        | Indikation                 | Störung                                                                                          | Versuchsanleitung |
| -------------------------------------------- | ---------------------- | ------------------------------------------------- | -------------------------- | ------------------------------------------------------------------------------------------------ | ----------------- |
| Aldehyde, reduzierende funktionelle Gruppen  | Tollensprobe           | Ammoniakalische Silbernitratlösung                | Silberspiegel              |                                                                                                  |                   |
| Aldehyde, reduzierende Zucker                | Fehling-Probe          | Kupfersulfat, Natronlauge, Kalium-Natrium-Tartrat | rotes Kupfer(I)-oxid       | andere reduzierende Verbindungen                                                                 | Fehling-Probe     |
| Aldehyde                                     | Schiffsche Probe       | Fuchsin, Schwefelsäure                            | rötlicher Farbton          |                                                                                                  |                   |
| Aldehyde                                     | Angeli-Rimini-Reaktion | Benzolsulfhydroxamsäure, Eisen(III)-chlorid       | Rotfärbung                 |                                                                                                  |                   |
| Aldehyde, Ascorbinsäure, reduzierende Zucker | Benedict-Reagenz       | Natriumcitrat, Natriumcarbonat, Kupfer(II)-sulfat | gelber Niederschlag        |                                                                                                  |                   |
| Aldehyde, reduzierende funktionelle Gruppen  | Nylanders Reagenz      | Bismutsalze                                       | Braun- oder Schwarzfärbung |                                                                                                  |                   |
| Halogenalkane                                | Beilsteinprobe         | Kupfer                                            | grün bis blaugrüne Flamme  | organische Stickstoff-Verbindungen                                                               |                   |
| Alkene                                       | Alken-Nachweise        | Bromwasser                                        | Entfärbung                 | Phenole und viele reduzierende Verbindungen entfärben ebenfalls Brom                             |                   |
| Alkene, Alkine                               | Baeyer-Probe           | Kaliumpermanganat                                 | Entfärbung                 | Aldehyde, Ameisensäure und ihre Ester, Phenol- und Anilinderivate sowie Mercaptane und Thioether |                   |
| Alkohole                                     | Lucas-Probe            | Zinkchlorid, Salzsäure                            | Trübung                    |                                                                                                  |                   |
| Aldehyde, Ketone                             | DNPH-Reagenz           | 2,4-DNPH                                          | Niederschlag               |                                                                                                  |                   |
| Phenole                                      | Phenol-Nachweise       | Eisen(III)-chlorid                                | grün-blaue Färbung         |                                                                                                  |                   |
| Aminosäuren                                  | Ninhydrinreaktion      | Ninhydrin                                         | blaue Farbe                |                                                                                                  |                   |
| Pentosen                                     | Bial-Probe             | Orcin, Eisen(III)-chlorid, Salzsäure              | grün-blaue Färbung         |                                                                                                  |                   |
| Pentosen                                     | Dische-Probe           | Diphenylamin, Eisessig, Schwefelsäure             | blaue Farbe                |                                                                                                  |                   |
| Kohlenhydrate                                | Molisch-Probe          | α-Naphthol in Ethanol, Schwefelsäure              | violetter Ring             |                                                                                                  |                   |
| Ketohexosen                                  | Seliwanow-Probe        | Resorcin (ethanolische Lösung), Salzsäure         | roter Farbstoff            |                                                                                                  |                   |
| Lactose, Maltose, Cellobiose, Lactulose      | Wöhlk-Reaktion         | Ammoniaklösung, Kalilauge                         | lachsrote Färbung          |                                                                                                  | Lactose-Nachweis  |
| Peptidbindung                                | Biuretreaktion         | Kupfersulfat, Natronlauge                         | dunkelviolette Färbung     |                                                                                                  |                   |
| aromatische Aminosäuren                      | Xanthoprotein-Reaktion | Salpetersäure                                     | gelbe Farbe                |                                                                                                  |                   |
| Schwefelwasserstoff, Mercaptane              | Doktor-Test            | Natriumplumbit                                    | braune Farbe, Entfärbung   |                                                                                                  |                   |